# Regrets éternels (Stargate)
Pour l’article homonyme, voir Regrets éternels.
Regrets éternels est le quatorzième épisode de la première saison de la série télévisée Stargate Universe.

## Résumé
Nicholas Rush se réveille à côté de sa femme, Gloria. Parce qu’il lui a fait un thé, elle remarque que Nicholas s’est levé tôt. Elle lui rappelle qu’il a une réunion à 16h, mais il en a presque oublié l’objet. Il s’en va de la pièce en disant qu’il ne pourra pas y aller aujourd’hui. Puis, il marche vers une autre pièce, où les murs sont couverts de notes diverses et variées.
Rush enseigne dans une classe et demande à un élève une explication d’une équation. L’élève récite l’explication. On voit au travers la vue de Rush, où tournoient d’étranges symboles. Il rencontre dans le hall une amie, Constance, qui lui demande pourquoi il laisse sa femme voyager toute seule. Rush balaye sa question. Il voit les symboles une fois de plus dans son bureau avant que son épouse ne l’appelle. Elle dit qu’elle ne peut aller nulle part ailleurs à cause des traitements, et lui demande de la ramener chez eux.
Sur le campus universitaire, Daniel Jackson s’approche de Rush, lui disant qu’il a besoin de lui parler. Rush sait déjà que Daniel souhaite lui parler du projet Icare. Tout ce qu’il éprouve n’est qu’un rêve, comme une sorte d’effet secondaire pendant le téléchargement des données de l’ancienne bibliothèque des Anciens. À ce moment, Everett Young entre dans la pièce et demande quelle est la situation.
Young suspecte qu’Adam Brody et Rush ont utilisé la chaise sans l’en informer. Brody insiste sur le fait que Rush l’aurait fait même s’il avait été seul, et que c’est la seule manière de débloquer les commandes du Destinée. Young veut qu'on l'en retire, mais Brody dit que seul Rush peut désactiver l’interface en toute sécurité. Quand Eli Wallace remarque les modifications apportées à la chaise, Brody lui explique qu’ils ont installé une zone tampon pour ralentir le transfert d’information, et qu’à présent il est comme dans un rêve, à moitié conscient, car la bibliothèque utilise les souvenirs de Rush lorsqu'il était encore professeur. T.J surveille ses signes vitaux.
Dans son rêve, Rush continue à travailler, ignorant l’état de santé faiblissant de sa femme. Constance est là, parlant de Gloria qui rentre chez elle pour la dernière fois. Elle ne se sent pas assez forte. Constance essaie d’encourager Nicholas à l’aider, mais il insiste en disant qu’il ne peut aller nulle part pour l’instant. Rush présente des calculs à sa classe, cherchant un symbole. Cependant ils ne savent rien. En colère, il leur dit de partir, et Daniel entre et lui dit de ne pas les disputer. Rush envie soudainement le génie d’Eli: en dépit de sa lâcheté, Eli saurait résoudre un problème sans se poser trop de questions. Daniel lui suggère d’aller passer un peu plus de temps avec sa femme, faisant allusion à sa propre incapacité à sauver Sha're. Puisque les données semblent venir plus rapidement, c’est ce qu’il décide de faire. Juste après, son nez se met à saigner.
Dans la pièce, T.J remarque que les signes de vie de Rush commencent à baisser, tandis que le flux de données est instable. Brody pense que le retirer du fauteuil est une mauvaise idée. Eli arrive dans le mess et s’assied à une table vide. Chloe Armstrong vient vers lui, voulant se réconcilier avec lui depuis la mutinerie. Eli semble l’accepter. Le vaisseau sort de VSL et compose les coordonnées d’une porte sur laquelle il y a des ruines, le premier signe d’une vraie civilisation depuis leur départ. Le compte à rebours avant le prochain saut commence à partir de six heures. Young envoie Matthew Scott et Ronald Greer pour l’explorer. Eli est volontaire pour se joindre à l’équipe, ainsi que Chloe, qui se justifie rapidement par le fait qu’elle voudrait étudier comment Daniel Jackson travaillait en matière de fouilles archéologiques. Eli la soutient, et Young est d’accord et dit à l’équipe d’être prudents. Il rit une fois l’équipe partie se préparer.
Sur la planète, l’équipe arrive vers plusieurs tunnels souterrains. Eli les explore avec un kino, et propose d’y pénétrer. Scott remet en cause le but de faire cela car les ruines ne semblent pas être technologiquement avancées. Chloe note que les autres civilisations avancées ont eu des structures primitives, puis, Eli admet qu’il a perdu le kino dans les tunnels. À contre cœur, Scott décide d’aller l’explorer, pendant que Greer préfère rester dehors. Eli plaisante en lui disant qu’il a peur, à quoi Greer répond avec un silence le mettant en colère. Eli essaie rapidement de présenter ses excuses. Scott le calme, et explique à Eli que Greer est claustrophobe. Greer a des flash backs d’un moment où il fut enfermé dans une pièce étroite.
Dans son rêve, Rush continue de travailler pendant qu’il passe du temps avec sa femme. Elle semble obsédée par sa focalisation sur son travail. Daniel apparaît une fois encore, expliquant comment ils ont trouvé P4X-351, en utilisant un contact dans l’Alliance luxienne. Il lui dit encore d’aller passer du temps avec sa femme, mais Nicholas a à ce même moment une petite crise cardiaque. Elle se stabilise après un court instant.
Sur la planète, l’équipe n’a pas encore eu la chance de trouver le kino, ou d’autres preuves d’anciens habitants de la planète. Chloe a peur après s’être accrochée dans une toile d’araignée, et décide de partir. Scott est d’accord. À ce moment, Greer remarque une araignée géante juste au-dessus de Chloe. Il lui dit de rester sur place, puis il lui tire dessus. Cela fait s’effondrer la sortie du tunnel, les enfermant.
Dans le rêve, Rush continue de parler du problème avec Daniel. Ils discutent de la mort imminente de sa femme, Rush demande la date. Daniel lui répond qu’ils sont le 6 avril. Rush a une révélation : sa femme n’est pas morte le 6 avril. Le nombre 46 est un nombre qui revient souvent dans son rêve. Daniel lui fait remarquer le mythe du numéro 23 qui est partout, le résultat de l’habitude de son esprit à voir des symboles qui n’existent pas. Rush pense que son esprit a découvert le symbole, et part rapidement de sa maison.
Le fait d’enlever les pierres bloquant la sortie du tunnel s’avère très lent, et avec le peu de temps qu’ils leur reste, Vanessa James décide d’essayer de faire sauter les pierres pour créer un trou. Cela ne fait qu’empirer la situation. Sans moyens de les sortir de là, Scott ordonne à James de retourner sur le Destinée.
Dans son rêve, Rush revoit sa femme dans ses derniers instants. Elle se lamente qu’elle a hérité d’un gène déficient de sa mère, qui ne peut pas faire son travail de remplacement de l’ADN endommagé. Rush réalise la signification du nombre. Gloria est consciente que Nicholas est dans un rêve, et pense qu’il a choisi ce moment particulier parce qu’il préférerait l’oublier. Elle le confronte sur ce qu’il a fait, et il essaie de se justifier en disant qu’il a fait cela pour le bien. Après qu'ils se sont dit au revoir, Nicholas sort du rêve.
Une fois sorti de la chaise, il est confronté à Young, qui a besoin de savoir si Rush peut stopper le vaisseau. Il dit qu’il ne peut pas. Alors, Scott, Greer, Eli et Chloe restent sur la planète. Young parle à Rush à propos de son expérience. Alors que Rush ne peut pas encore contrôler le vaisseau, il a cependant maintenant une base pour pouvoir décrypter le système. Le nombre 46 se réfère au nombre de chromosomes dans le génome humain. Ils ont simplement besoin de chercher toutes les possibilités pour trouver un résultat. Rush a fait démarrer un programme pour faire cela automatiquement, disant à Young qu’ils auront un résultat dans quelques jours. Brody pense plutôt à quelques années. Young demande à Rush si cela valait la peine de s’assoir dans la chaise. Rush lui répond simplement : « On verra ».

## Distribution
- Robert Carlyle : Dr. Nicholas Rush
- Justin Louis : Everett Young
- Brian J. Smith : Matthew Scott
- Elyse Levesque : Chloe Armstrong
- David Blue : Eli Wallace
- Alaina Huffman : Tamara Johansen
- Jamil Walker Smith : Ronald Greer
- Julia Anderson : Vanessa James
- Patrick Gilmore : Dale Volker
- Peter Kelamis : Adam Brody
- Louise Lombard : Gloria Rush
- Michael Shanks : Dr. Daniel Jackson
- Haig Sutherland : Hunter Riley

## Production

### Conception
- Durant la phase d'écriture, l'épisode avait pour titre de travail en anglais "Lucid".

### Musique
Durant le rêve de Rush, c'est la chanson English Rose du groupe The Jam qui est diffusée.

## Réception

### Récompenses et nominations
Robert Carlyle qui joue le rôle du docteur Nicholas Rush a reçu pour cet épisode le prix de la meilleure interprétation masculine dans un rôle dramatique durant Gemini Awards le 13 novembre 2010.